# Eulophia chlorantha
Eulophia chlorantha är en orkidéart som beskrevs av Rudolf Schlechter. Eulophia chlorantha ingår i släktet Eulophia och familjen orkidéer. Inga underarter finns listade i Catalogue of Life.